# Tunklové z Brníčka
Tunklové z Brníčka a na Zábřehu (německy Tunkl von Aschbrunn und Hohenstadt) je starý moravský panský rod, který má svůj přídomek podle hradu Brníčka, nacházejícího se cca 7 km východně od Zábřehu.

## Historie rodu
Mikuláš Tunkl obdržel v roce 1398 od markraběte Jošta do zástavy město Hranice. Mikulášův syn Jan starší Tunkl pak získal ještě hrad Brníčko a panství Zábřeh, Jedovnici a Studénku. Doprovázel císaře Fridricha IV. na cestě do Říma. 
Janovi synové Jiří Tunkl a Jan mladší Tunkl poté po boku císaře bojovali u Vídně. V roce 1462 přispěchali na pomoc císaři obléhanému u Vídně vzbouřenými vídeňskými měšťany a počínali si velmi statečně, za což jim císař vydal privilegium, které potvrzovalo jejich stav korouhevního panstva. Moravští stavové jim dlouho odmítali tuto císařovu poctu uznat a trvalo skoro deset let, než ji vzali na vědomí a přijali Tunkly do svých řad.
Jindřich Tunkl prodal svůj dědický podíl a odstěhoval se do Čech. Tam se stal purkrabím Pražského hradu a také zemským fojtem Dolní Lužice. V 16. století celý rod náhle zchudl a do počátku následujícího století vysloveně živořil. Pak se opět koncem 17. století vynořil a rozdělil do několika větví.
František Arnošt obdržel v roce 1720 povýšení do panského stavu a většina Tunklů pak sloužila ve vojsku či státních službách. V některých větvích žijí i v cizině.
S příchodem rodu Tunklů souvisí největší rozvoj města Zábřehu v letech 1442–1510. Před nimi působili v Zábřehu v letech 1397–1446 Páni z Kravař.

### Nejvýznamnější členové rodu
- Mikuláš Tunkl (Dunckel)
- Jiří Tunkl (1455–1493 nebo 1494)
- Jindřich Tunkl
- Johann Tunkl (Johan Nepomuk Adolf Joseph Tunkl von Aschbrunn und Hohenstadt)
- María Ana Tunkl-Iturbide

## Erb

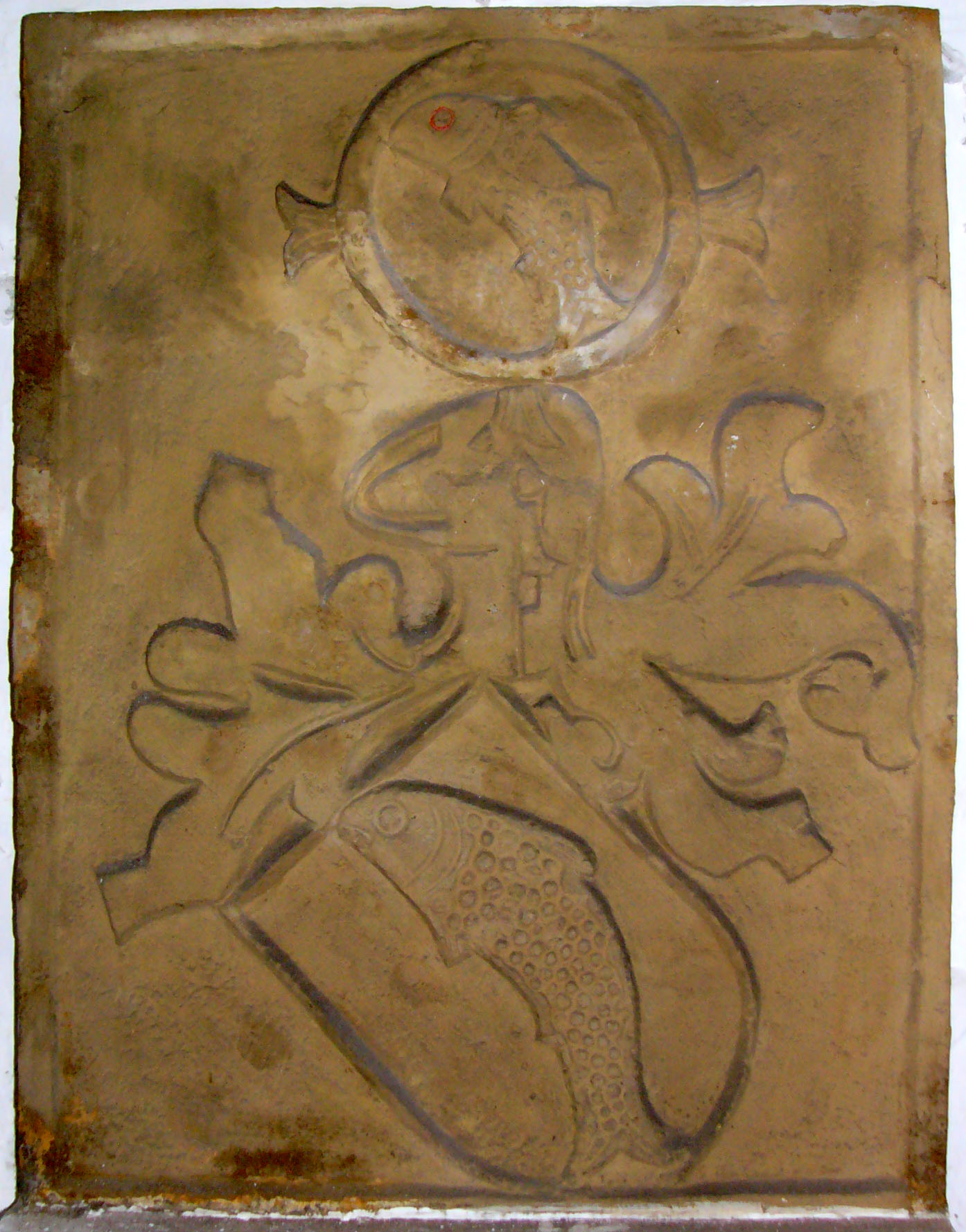
Erb rodu Tunklů v podloubí zámku
v Zábřehu.

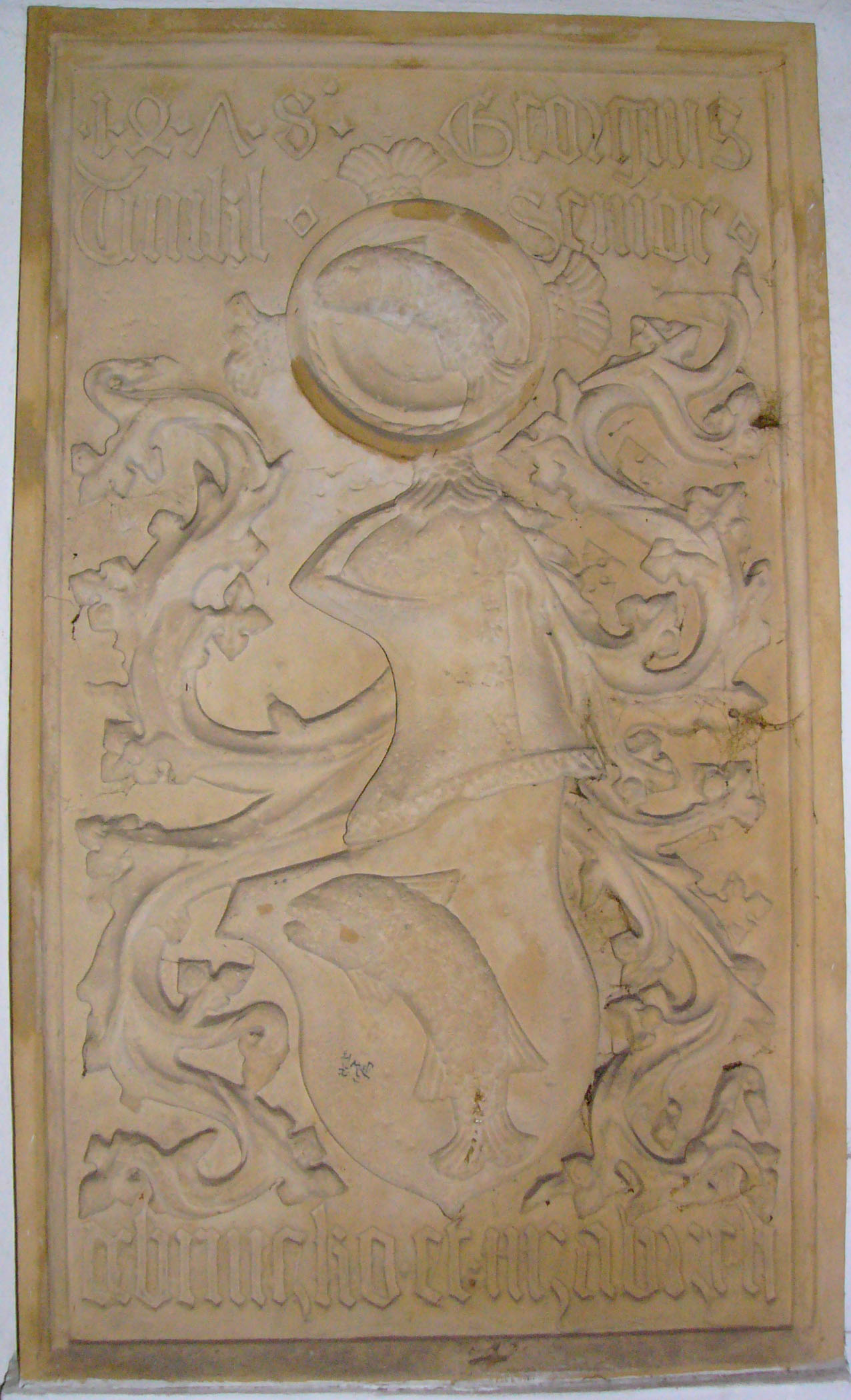
Deska Jiřího st. Tunkla v podloubí zámku
v Zábřeze s erbem rodu Tunklů. Na desce je napsáno: 1478 Georgius Tunkl Senior de brniczko et in zabrzeh.

V modrém poli štítu je pokosem položená stříbrná ryba (s největší pravděpodobností kapr, jelikož Tunklové byli zdatnými staviteli rybníků na svém zábřežském panství), okovaná v záhlaví zlatým obojkem. Zlatý obojek na některých starých zobrazeních však chybí.
Stejná ryba je v modrém křídle, vetknutém ve zlaté korunce, posazené na vrchol přilbice. Přestože je zde velmi nápadná podobnost s erbem rodu Hodějovských z Hodějova, nemají tyto rody spolu nic společného.
Zábřežská větev rodu měla v erbu tři rybí ocasy vybíhající do stran.

## Příbuzenské svazky
Příbuzenskými svazky byli spojeni s pány z Říčan, z Běšin, Malovci, Kapouny ze Svojkova ad.